# Islamisches Konzil in Deutschland
Das Islamische Konzil in Deutschland (IK) wurde 1989 als deutscher islamischer Dachverband gegründet und war Mitglied der von Saudi-Arabien geführten Islamischen Weltliga.
Gründungsmitglieder des IK waren unter anderem die „Vereinigung der neuen Weltsicht in Europa e. V.“ (AMGT) als Vorgänger der „Islamische Gemeinschaft Millî Görüş e. V.“ (IGMG), die „Föderation Islamischer Organisationen in Europa“ (FIOE), die „Islamische Gemeinschaft in Deutschland e.V.“ (IGD) sowie die „Muslim Studenten Vereinigung in Deutschland e.V.“ (MSV). Weitere Mitglieder waren die „Union der Türkisch-Islamischen Kulturvereine in Europa e.V.“ (ATIB), die „Union der Islamisch-Albanischen Zentren in Deutschland“ (UIAZD), die „Vereinigung der Bengalischen Kulturzentren“ und die „Vereinigung der indonesischen Muslime in Deutschland“ sowie das Islamische Zentrum Frankfurt.
Es sollen dem Konzil ausschließlich sunnitische Gruppen angehört haben. Sitz der Organisation war Frankfurt am Main.
Abdallah Al-Turki, der Dekan der „Bin Saud-Universität“ in Riyadh und spätere Generalsekretär der „Islamischen Weltliga“, übernahm die Präsidentschaft und wurde später von Salah El-Din El-Gafrawi (FIOE) abgelöst. Weitere Spitzenpositionen hatten Ibrahim El-Zayat (Generalsekretär, MSV), Hassan Özdögan (Vizepräsident, Milli Görüs), Ahmed Kajusevic (Finanzreferent, Islamisches Zentrum Frankfurt) und Ahmad Al-Khalifa (Referent für interreligiösen Dialog, Islamisches Zentrum München) inne.
Tätigkeitsbereiche des Islamischen Konzils waren unter anderem Unterstützung bei der Schaffung islamischer Kulturzentren und Moscheen, Unterstützung bei der Gründung eigener islamischer Printmedien, Hilfestellung bei der Integration, Initiierung und Koordinierung von Hilfsaktionen bei Naturkatastrophen und in Kriegs- und Notstandsgebieten, vor allem in Bosnien-Herzegowina, und auch Förderung des interreligiösen Dialogs.
Ab dem Jahr 2000 sind (Stand 2003) von der Bundesregierung keine Aktivitäten des IK mehr festgestellt worden.